# 11520 Фромм
11520 Фромм (11520 Fromm) — астероїд головного поясу, відкритий 8 квітня 1991 року.
Тіссеранів параметр щодо Юпітера — 3,590.
Названий на честь німецького соціального психолога, філософа, психоаналітика Еріха Фромма.